# Nuguria
Nuguria ou les îles Nuguria est constitué de deux atolls très proches l'un de l'autre, situés à 200 km au nord-est de la Nouvelle-Irlande, en Papouasie-Nouvelle-Guinée. C'est une exclave polynésienne. Situé à 126 km de l'arc insulaire Tabar-Lihir-Tanga-Feni island, ces atolls comprennent Nuguria proprement dit, l'atoll le plus grand ainsi que Malum situé à 4 km de la pointe nord-occidentale de Nuguria.
Nuguria, qui porte aussi le nom d'atoll Abgarris, est un atoll plutôt étroit, long de 35 km.